# ألكسندر هوفمان
ألكسندر هوفمان هو سياسي ألماني، ولد في 6 مارس 1975 في فورتسبورغ في ألمانيا. نشط حزبياً في الاتحاد الاجتماعي المسيحي (2006 – 2006). في الانتخابات الفيدرالية الألمانية 2017، انتخب عضو في البوندستاغ الألماني عن دائرة Main-Spessart (electoral district) ‏ وقد انضم خلال البوندستاغ الألماني التاسع عشر (24 أكتوبر 2017 – ) للكتلة البرلمانية الكتلة البرلمانية لائتلاف الاتحاد الديمقراطي المسيحي / الاتحاد الاجتماعي المسيحي في البوندستاغ ‏ وانتخب عضو في البوندستاغ الألماني عن دائرة Main-Spessart (electoral district) ‏ خلال فترته النيابية ‏ (22 أكتوبر 2013 – 24 أكتوبر 2017).

## وصلات خارجية
- الموقع الرسمي